# 1997년 뉴욕 영화 비평가 협회상
제63회 뉴욕 영화 비평가 협회상은 1998년 1월 4일에 열린 시상식이다.

## 수상 및 후보

### 작품상
- LA 컨피덴셜

### 감독상
- LA 컨피덴셜 - 커티스 핸슨 수상

### 각본상
- LA 컨피덴셜 - 커티스 핸슨 수상
- LA 컨피덴셜 - 브라이언 헬겔랜드 수상

### 여우주연상
- 회상 - 줄리 크리스티 수상

### 남우주연상
- 율리스 골드 - 피터 폰다 수상

### 여우조연상
- 인 앤 아웃 - 조안 쿠삭 수상

### 남우조연상
- 부기 나이트 - 버트 레이놀즈 수상

### 촬영상
- 쿤둔 - 로저 디킨스 수상

### 외국영화상
- 뽀네뜨 - 자크 드와이옹 수상
- 남성 전용 회사